# دون دو پیلا

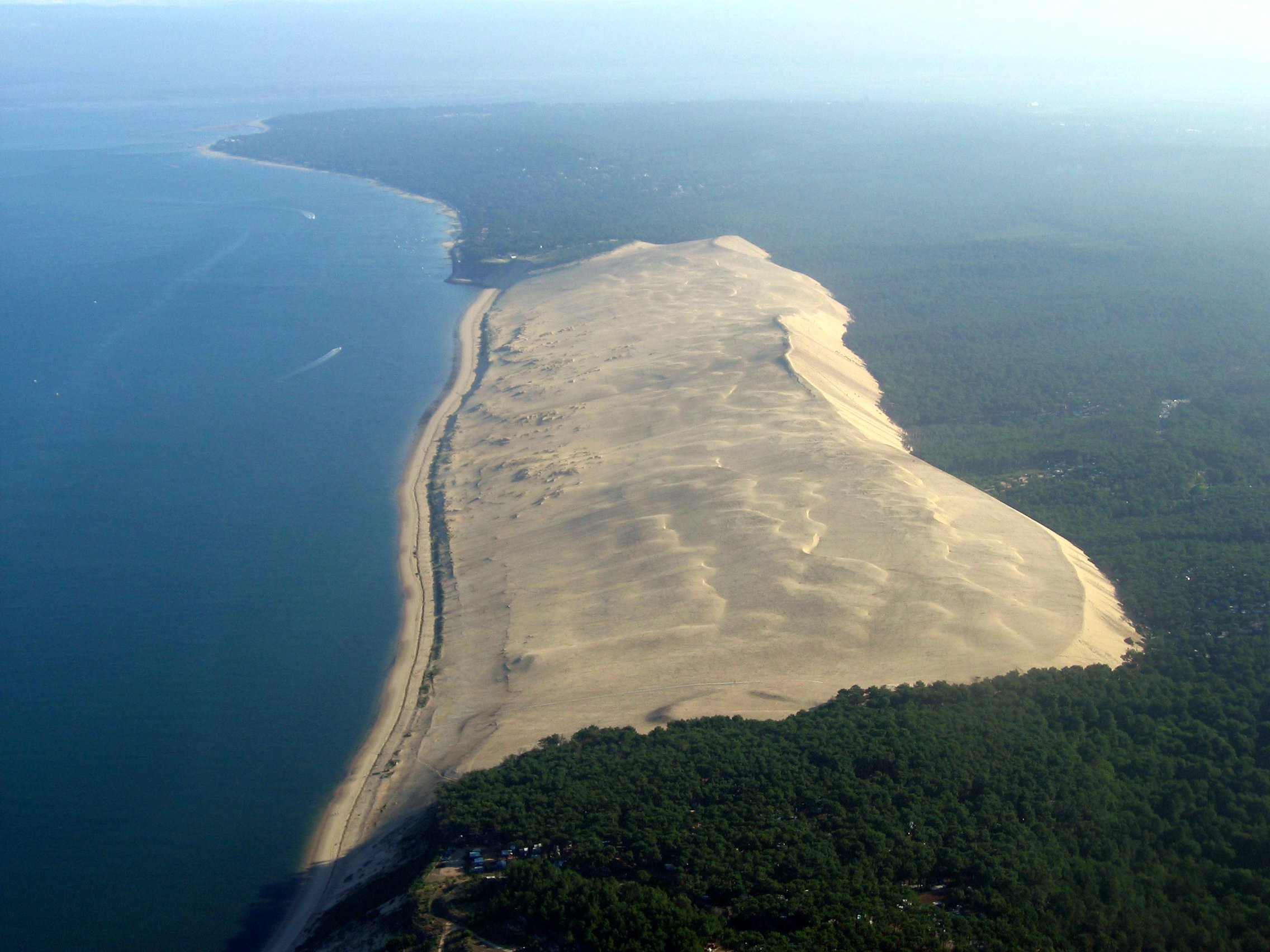
نمای دون دو پیلا از سوی جنوب. در سمت چپ تل‌ماسه، اقیانوس اطلس و در قسمت سمت راست بالا، محل ورود به خیلج آرکاشون دیده می‌شود.

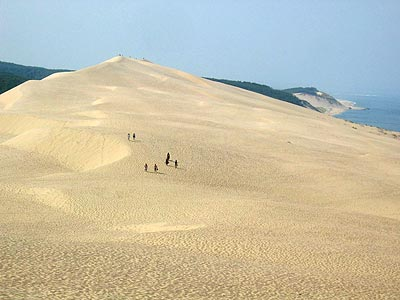
نمایی از دون دو پیلا.

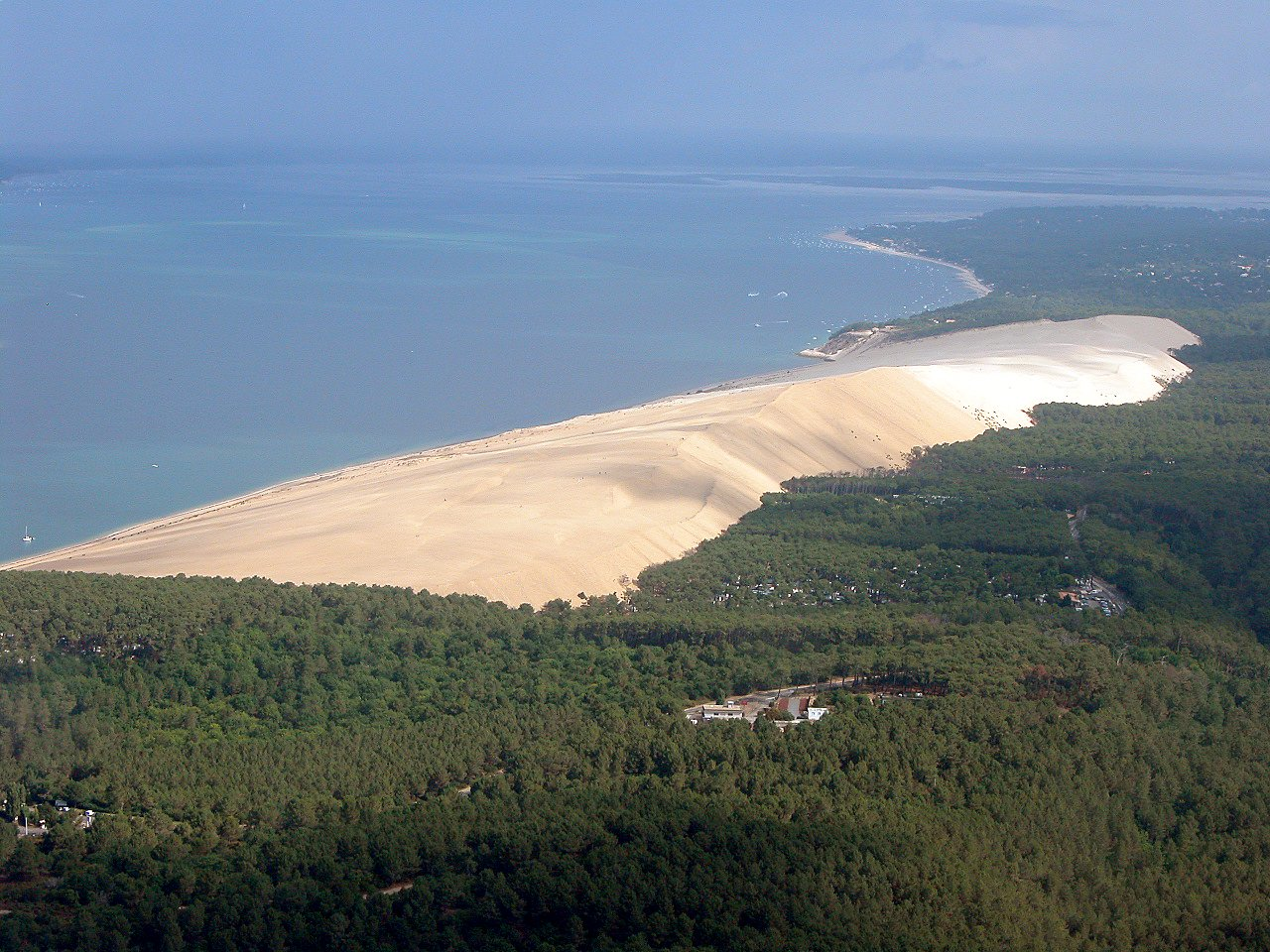
نمای هوایی از دون دو پیلا.

دون دو پیلا (به فرانسوی: la Dune du Pilat) به معنی (تَل‌ماسهٔ پیلا بزرگ‌ترین تل‌ماسهٔ اروپا است.
این تپه ماسه‌ای در ۶۰ کیلومتری شهر بوردو فرانسه واقع شده‌است. محل آن در لا تست-دو-بوش در خلیج آرکاشون می‌باشد.
پیلا (که Pilat و Pyla نوشته می‌شود) از نام نزدیک‌ترین شهر به این تل‌ماسه یعنی پیلا-سور-مر (Pyla-sur-Mer) گرفته شده‌است. این شهر در بخش لا تست-دو-بوش در شهرستان ژیروند قرار دارد.
حجم تل‌ماسه پیلا ۶۰٬۰۰۰٬۰۰۰ متر مکعب است و پهنای آن ۵۰۰ متر (خاور به باختر) و درازای آن ۳ کیلومتر (شمال به جنوب) است. بلندای آن از سطح دریا میان ۱۰۰ تا ۱۱۷ متر تغییر می‌کند.
سراسر پیرامون این تل‌ماسهٔ بزرگ را جنگل‌های کاج فرا گرفته‌اند.
پلکانی برای استفاده گردشگران در قسمتی از این تل‌ماسه ساخته شده‌است.